# Coppa dei Campioni under 20 per club di atletica leggera
La Coppa dei Campioni under 20 per club di atletica leggera è una competizione organizzata dalla European Athletic Association per la categoria under 20 che si tiene con cadenza annuale.
La prima edizione risale al 1979; fino all'edizione del 2016 la competizione era nota come Coppa dei Campioni juniores per club di atletica leggera. Le finali sono 3: A (la più importante), B e C. A ciascuna finale partecipano 7 squadre maschili e 7 femminili tranne nella terza, che vede solo 3 squadre maschili e 3 femminili), per un totale di 34 squadre.

## Albo d'oro
| Anno | Sede                  | Vincitore uomini                   | Vincitore donne              |
| ---- | --------------------- | ---------------------------------- | ---------------------------- |
| 1979 | Liegi                 | RFC Liege                          | Amsterdam                    |
| 1980 | Liegi                 | Birmingham                         | Birmingham                   |
| 1981 | Liegi                 | Birmingham                         | Bayer Leverkusen             |
| 1982 | Liegi                 | London                             | London                       |
| 1983 | Liegi                 | Birchhfield Birmingham             | Birmingham                   |
| 1984 | Liegi                 | Birchhfield Birmingham             | -                            |
| 1985 | Liegi                 | Shaftesbury Barnet Harriers London | -                            |
| 1986 | Londra                | LC Brühl Leichtathletik            | Sportclub Bayer 05 Uerdingen |
| 1987 | Amsterdam             | Sportclub Bayer 05 Uerdingen       | -                            |
| 1988 | Uerdingen             | Sportclub Bayer 05 Uerdingen       | Koezp. Sport. Budapest       |
| 1989 | Aix-les-Bains         | Koezp. Sport. Budapest             | Sale Harrisburg Manchester   |
| 1990 | Londra                | Red Star Beograd                   | Partizan Beograd             |
| 1991 | Atene                 | RKS SKRA Warszawa                  | Sale Harrisburg Manchester   |
| 1992 | Albi                  | Larios Madrid                      | SC Berlin                    |
| 1993 | Zwijndrecht           | Moscow City Sports                 | Gart Kiev                    |
| 1994 | Varsavia              | Moscow City Sports                 | Orlenok St. Petersburg       |
| 1995 | Ostrava               | Moscow City Sports                 | N.O. St Petersburg           |
| 1996 | Mogliano Veneto       | N.O. St Petersburg                 | Moscow City Sports           |
| 1997 | Zawisza Bydgoszcz     | N.O. St Petersburg                 | N.O. St Petersburg           |
| 1998 | Turchia               | N.O. St Petersburg                 | Moscow City Sports           |
| 1999 | Londra                | AK Zrinjeval Zagreb                | Luch Moscow                  |
| 2000 | Lubiana               | Luch Moscow                        | Luch Moscow                  |
| 2001 | Rennes                | Luch Moscow                        | SC. Luch Moscow              |
| 2002 | Belgrado              | Luch Moscow                        | Luch Moscow                  |
| 2003 | Slovenia              | Luch Moscow                        | Luch Moscow                  |
| 2004 | Ostrava               | Luch Moscow                        | Luch Moscow                  |
| 2005 | Belgrado              | SC Moscow                          | Viktoria Lipetsk             |
| 2006 | Mosca                 | SC Moscow                          | SC Moscow                    |
| 2007 | Brno                  | AC Crvena Zvezda                   | Athletic Sport Club Moscow   |
| 2008 | Sremska Mitrovica     | SC Moscow                          | SC Moscow                    |
| 2009 | Mosca                 | Athletic Sport Club Moscow         | Athletic Sport Club Moscow   |
| 2010 | Bydgoszcz             | Playas de Castellón                | Fenerbahçe Spor Kulübü       |
| 2011 | Castellón de la Plana | Playas de Castellón                | Audacia Record Atletica      |
| 2012 |                       |                                    |                              |